# NGC 7314
NGC 7314 هي مجرة دوامة تقع في كوكبة الحوت الجنوبي (كوكبة). وهي (نشطة) ويبدو أنه قد تم فصل شرائح الذراع الحلزونية (إما من ممرات الغبار أو مجموعات النجوم المشرقة) فقد تم إدراجه في أطلس المجرات الغريبة في هالتون. وقد تم وصفه من قبل العالم فالتر سكوت هيوستن حيث يصف مظهره في التليسكوبات.

## وصلات خارجية
- NGC 7314 على موقع ويكي سكاي: DSS2, SDSS, GALEX, IRAS, Hydrogen α, X-Ray, Astrophoto, Sky Map, Articles and images